# Řády, vyznamenání a medaile Kuvajtu

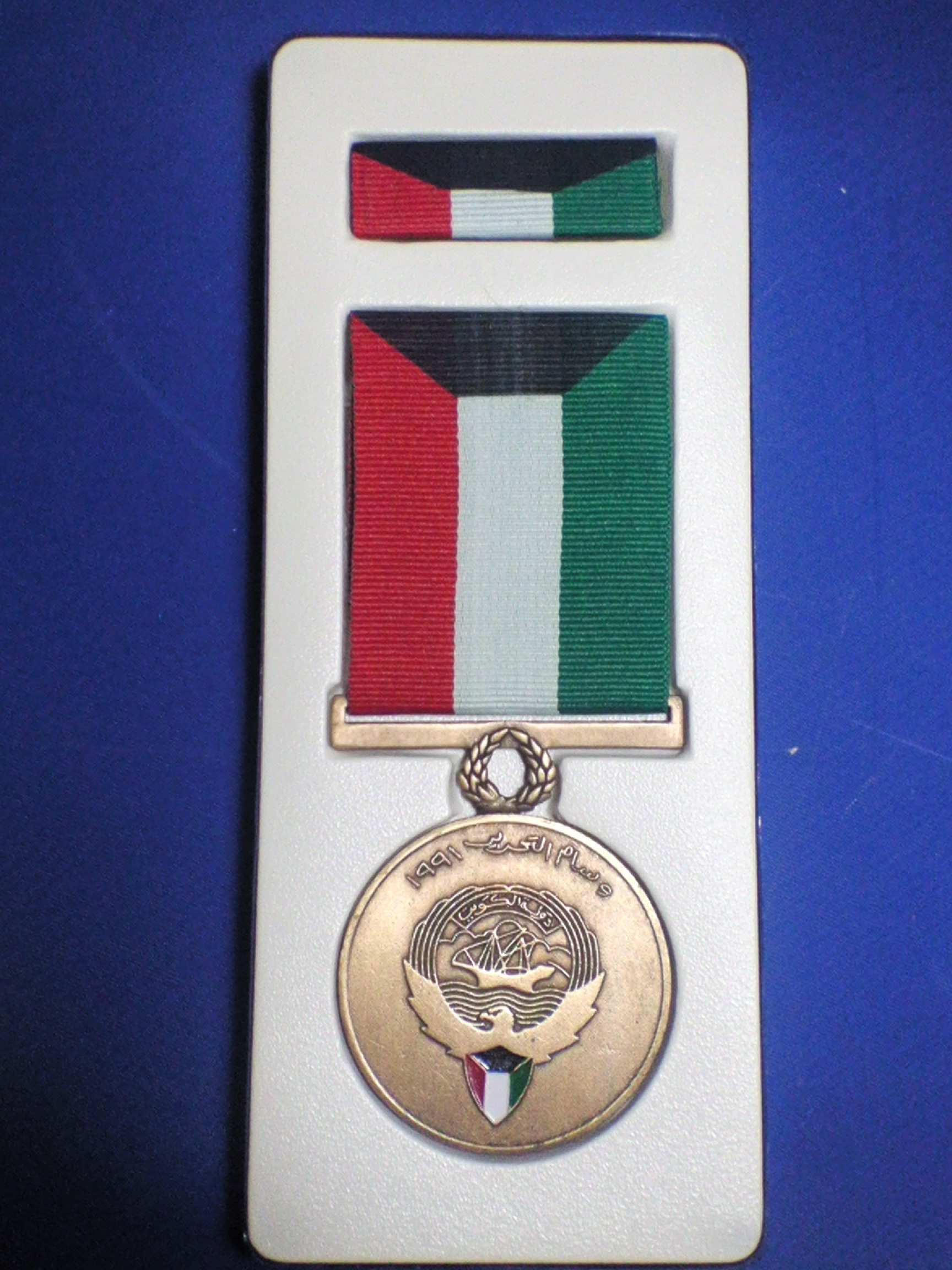
Medaile za osvobození Kuvajtu

Státní vyznamenání Kuvajtu zahrnují následující řády a medaile:

## Řády
- Řád Mubáraka Velikého byl založen roku 1974. Udílen je ve dvou třídách hlavám států a příslušníkům královských rodin.[3][4]
- Řád Kuvajtu byl založen roku 1974. Udílen je v šesti třídách za mimořádnou službu národu.[5][6]
- Řád národní obrany byl založen roku 1962 za dlouhou a význačnou vojenskou službu.[7][8]
- Řád za vojenskou službu byl založen roku 1962 a udílen je za statečnost a příkladnou službu.[9][10]

## Medaile
- Medaile za osvobození Kuvajtu byla založena roku 1993 na počest služby kuvajtských i zahraničních vojáků během tažení za osvobození Kuvajtu. Udílena je v pěti třídách.[11]
- Vojenská služební medaile byla založena roku 1962. Udílena je ve třech třídách vojákům, policistům i civilistům za příkladnou službu.[12][13]
- Parlamentní medaile[14]